# Équipe du Monténégro masculine de handball
Maillots
Dernière mise à jour : 19 janvier 2023.
L'Équipe du Monténégro masculine de handball est une sélection représentant les meilleurs joueurs monténégrins de handball sous l'égide de la Fédération monténégrine de handball. Elle a été créée en 2006 à la suite de la dissolution de la Serbie-et-Monténégro.

## Historique
| Édition | Tour              | Rang         | J            | V            | N            | D            | BP           | BC           | Diff         |
| ------- | ----------------- | ------------ | ------------ | ------------ | ------------ | ------------ | ------------ | ------------ | ------------ |
| 2008    | Tour principal    | 12e          | 6            | 0            | 1            | 5            | 149          | 188          | -39          |
| 2010    | Non qualifié      | Non qualifié | Non qualifié | Non qualifié | Non qualifié | Non qualifié | Non qualifié | Non qualifié | Non qualifié |
| 2012    | Non qualifié      | Non qualifié | Non qualifié | Non qualifié | Non qualifié | Non qualifié | Non qualifié | Non qualifié | Non qualifié |
| 2014    | Tour préliminaire | 16e          | 3            | 0            | 0            | 3            | 66           | 84           | -18          |
| 2016    | Tour préliminaire | 16e          | 3            | 0            | 0            | 3            | 76           | 90           | -14          |
| 2018    | Tour préliminaire | 16e          | 3            | 0            | 0            | 3            | 66           | 89           | -23          |
| / 2020  | Tour préliminaire | 18e          | 3            | 1            | 0            | 2            | 70           | 84           | -14          |
| / 2022  | Tour principal    | 11e          | 7            | 3            | 0            | 4            | 195          | 216          | -21          |
| 2024    | Tour préliminaire | 14e          | 3            | 1            | 0            | 2            | 84           | 86           | -2           |

| Édition     | Tour              | Rang         | J            | V            | N            | D            | BP           | BC           | Diff         |
| ----------- | ----------------- | ------------ | ------------ | ------------ | ------------ | ------------ | ------------ | ------------ | ------------ |
| 2009        | Non qualifié      | Non qualifié | Non qualifié | Non qualifié | Non qualifié | Non qualifié | Non qualifié | Non qualifié | Non qualifié |
| 2011        | Non qualifié      | Non qualifié | Non qualifié | Non qualifié | Non qualifié | Non qualifié | Non qualifié | Non qualifié | Non qualifié |
| 2013        | Tour préliminaire | 22e          | 7            | 1            | 0            | 6            | 179          | 203          | -24          |
| 2015 à 2021 | Non qualifié      | Non qualifié | Non qualifié | Non qualifié | Non qualifié | Non qualifié | Non qualifié | Non qualifié | Non qualifié |
| 2023        | Tour principal    | 18e          | 6            | 2            | 0            | 4            | 161          | 187          | -26          |

## Effectif actuel
Les 17 joueurs sélectionnés pour disputer l'Euro 2024 sont :

## Personnalités

### Joueurs célèbres
- Jovo Damjanović →  Qatar
- Igor Marković
- Žarko Marković →  Qatar
- Fahrudin Melić
- Alen Muratović
- Vladimir Osmajić
- Žarko Pejović
- Vasko Ševaljević
- Goran Stojanović →  Qatar

### Sélectionneurs
| Sélectionneur      | Début            | Fin              | Compétitions            |
| ------------------ | ---------------- | ---------------- | ----------------------- |
| Pero Milošević     | Octobre 2006     | Juin 2007        | --                      |
| Ranko Popović      | Août 2007        | Novembre 2009    | Euro 2008               |
| Kasim Kamenica     | Novembre 2009    | Avril 2010       | --                      |
| Miodrag Popović    | Avril 2010       | Mars 2011        | --                      |
| Zoran Kastratović  | Mai 2011         | Février 2014     | Mondial 2013, Euro 2014 |
| Ljubomir Obradović | Mars 2014        | Novembre 2016    | Euro 2016               |
| Dragan Đukić       | Novembre 2016    | Juillet 2018     | Euro 2018               |
| Zoran Roganović    | depuis Août 2018 | depuis Août 2018 | Euro 2020, Euro 2022    |